# Esteve Albert i Corp
Esteve Albert i Corp (Dosrius, Maresme, 4 de febrer de 1914 - Andorra la Vella, 10 d'octubre de 1995) fou un poeta, autor teatral, historiador i promotor cultural.
Pagès, del món rural en va heretar l'essència de la terra i les coses senzilles. Catalanista independentista va mobilitzar-se per salvar la catalanitat amenaçada per la repressió franquista i pel nou model econòmic social que destruïa el vell saber. Fou un cristià i revolucionari convençut que el cristianisme i l'anarquisme són compatibles.
Com a escriptor, Albert produí més de seixanta muntatges escènics, sempre recuperant episodis de la història de Catalunya amb la màxima participació de la gent del territori. Encara es mantenen vius el Retaule de Sant Ermengol a la Seu d'Urgell i Bandera de Catalunya a Bellcaire d'Empordà. També escrigué una vintena de llibres d'història, molts dels quals de temàtica andorrana, i una desena de llibres de poesia que tracten de sentiments personals, d'exaltació de la natura, d'història i tradicions catalanes. Finalment, també fou autor d'una gran quantitat d'articles, pròlegs i introduccions que resten dispersos.

## Biografia
Albert va néixer a la masia de Can Batlle de Dosrius, al Maresme, l'any 1914, en el si d'una família de pagesos pobres i catòlics, fill de Miquel Albert Nogueras i Vicenta Corp Fontseca. Des de jove es va interessar pel folklore, les llegendes, i les cançons populars, sobretot inspirat per l'obra de Valentí Almirall Lo llamp i els temporals i per l'obra de Mossèn Cinto. Es definia com Mistic terral i Cavaller de L'ideal Amb divuit anys ja col·laborà amb l'Obra del Cançoner Popular de Catalunya, del mestre Joan Tomàs, tot visitant les cases pairals de Dosrius i d'altres pobles del Maresme recollint cançons i tonades populars.Esteve era un home de combat per Catalunya ;Amb aquestes tres últimes paraules titula el seu llibre Quatre Boigs de Mataró(1979)en la qual narra la seva actuació i la dels altres tres entre 1930-1937. El període de la seva joventut, esperançat i tràgic en que om diu vaig desplegar una activitat desmesurada i vaig començar a dur el ritme del treball excessiu que ha caracteritzat la meva insuportable manera de viure. Albert també s'interessà per les excavacions arqueològiques del Maresme, així com per l'excursionisme: establí relació amb l'Agrupació Científico-Excursionista, amb la qual feu sortides els caps de setmana.
Abans de la guerra junt a l'activitat política i social que portava,va començar a escriure al diari de Mataró i va conèixer a Joaquim Ruyra.
El 1931 amb disset anys,va ser de la CNT amb Joan Peiró que era de Mataró,i el 1932 l'Esteve va fundar una escola Catòlica obrera a més de participar amb Palestra De Batista i Roca.
Per combatre el Franquisme, es va aliar amb Falangistes, Monàrquics i, ja no cal dir-ho amb els derrotats més sublims. La seva vida és com la d'un bandoler,dels de veritat,aquells que volien repartir als pobres allò que sobrava als rics,i per això s'ha tribat tan bé estudiant Serrallonga,Bach de Roda o Roca Guinarda.
Als seus vuitanta anys, Esteve Albert mantenia fidelitat a les formes i essència del que va viure de menut. Va créixer en el goig de compartir, d'estalviar, d'estimar les coses senzilles i d'un irrefrenable desig de bondat per a tothom.Passat tants anys,aquests valors eren perfectament visibles en la seva noble i alta figura.
i és que ell ho va sintetitzar en una de les seves expressions tan felices,tan exactes :Em van donar coses tan simples,però tan bones!. I continuava :En tot el que he fet hi ha hagut una gran amorositat,però també un gran esperit analític,tractant sempre de mirar bé el que hi ha a sota.
Estava disposat a tot, menys a ser covard. […] Vam fundar el Comitè de Salut Pública, vam amagar més de 700 persones i aquí no es va matar ningú. Vaig passar molta gent per la frontera, jugant-me-la, però no vull ser personalista, perquè sempre he tingut la sort de trobar companys de debò, d'aquells que comparteixen els perills. 
De grans inquietuds polítiques, abans de la Guerra, Albert milità en diferents organitzacions nacionalistes com Nosaltres Sols! o Estat Català, participant dels fets del sis d'octubre. Durant la Guerra Civil espanyola arribà a col·laborar amb Lluís Companys creant el Comitè de la Salut Pública de Dosrius i Canyamars.
Després de la guerra continuà el seu activisme militant al Front Nacional de Catalunya, feu d'enllaç entre la Generalitat a l'exili i la resistència a l'interior (de la qual fou un membre actiu); el gener del 1947 assistí a una de les primeres reunions a l'exili de la Generalitat, presidida per Josep Irla. També es relacionà, entre d'altres, amb Pompeu Fabra, Josep Tarradellas, Ventura Gassol, Josep Dencàs i, fins i tot, amb càrrecs franquistes com Manuel Fraga, llavors ministre d'Informació i Turisme, a part d'intel·lectuals i artistes com Miró, Dalí, Casals o Carner, entre molts d'altres.
A causa de la persecució policíaca, a partir de 1956 s'establí a Andorra, on entrà gràcies a Joan Sansa, un home d'Unió Democràtica. Promogué espectacles de teatre popular com el Pessebre Vivent d'Engordany (que tingué lloc per primer cop el 1955), el Retaule de Sant Ermengol o Bandera de Catalunya.

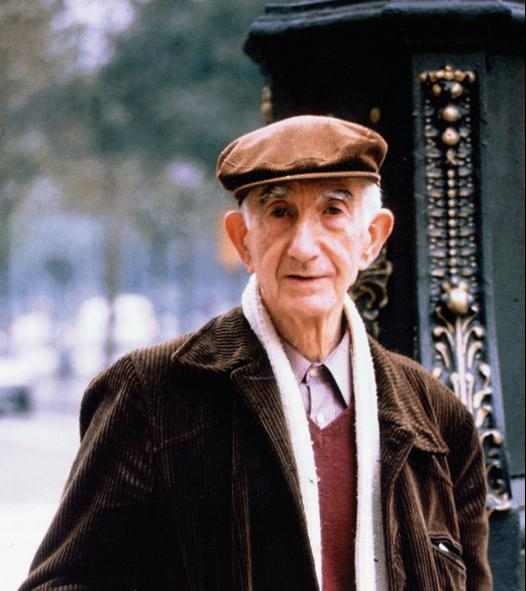
Esteve Albert

Albert s'interessà especialment per la Catalunya Nord, és a dir, el Rosselló i el País d'Oc (el que Garcia 1995 anomena «Campanya del Rosselló»). Fou decisiu durant la dècada de 1960 per encendre la flama que va permetre, pocs anys després, la gestació de grups d'afirmació cultural i nacional com el Grup Rossellonès d'Estudis Catalans o de la Universitat Catalana d'Estiu a Prada de Conflent. Quan el 1979 rebé el premi Rei en Pere pel seu treball Missió i destí de Catalunya i Occitània, Albert afirmà: «no hi ha hagut mai decadència patriòtica catalana ni occitana». Sobre la idea dels Països Catalans, també digué que «Catalunya no es podrà aixecar mai o, en tot cas, consolidar-se, si l'àrea de la seva entesa política no comprèn tots els països occitans». Al Rosselló hi dugué a terme espectacles teatrals, poètics i musicals per donar a conèixer fets i personatges de la història; també donà impuls a la revista Tramontane.
El 1990 rebé la Creu de Sant Jordi de la Generalitat de Catalunya. L'any 2014 se celebrà l'Any Esteve Albert, i com a acte central va tenir una exposició itinerant que s'inaugurà el 20 de setembre de 2014, així com una trobada d'antics participants en el Pessebre Vivent.
Albert morí el dimarts 10 d'octubre del 1995 a l'hospital Nostra Senyora de Meritxell, a causa d'un càncer.

## Obra
L'obra d'Esteve Albert comprèn llibres d'història medieval (d'Andorra, Puigcerdà, la Seu d'Urgell, etc.), poesia, teatre sobre folklore religiós (pessebres vivents) i sobre la història de Catalunya. Destaca sobretot per la descripció del món mític de la cultura prehistòrica pirinenca.

### Poesia
- La subterrània deu, Barcelona, (1945)
- Única amor, Montpeller, (1945)
- Petita vall, Dosrius, (1946)
- Posobres d'Engordany, Barcelona, (1957)
- El Reialme de la Mercè, Barcelona, (1968)
- Cançó de la Vida Enllà (Premi Ciutat de Barcelona), Barcelona, (1973)
- Pelegrí de Meritxell. Taller Picasso, Barcelona (1974)
- Xicoies, Andorra la Vella, (1985)
- Els menairons de Castellbò, Vilamur i les Valls d'Andorra, Andorra la Vella, (1988)
- Poesies d'Esteve Albert, Barcelona, (1989)
- El despertar de les aigües, Andorra la Vella, (1993)
- Invocació al retrobament, Dosrius, (1996)
- Obra poètica, Andorra la Vella, (1996)
- Camins de poesia, Argentona, (2014)

Poemes presentats als Jocs Florals de Barcelona
- A la masia (1931)
- Oracions (1931)
- Destí o càstig (1932)
- Al monument que corona el passeig de Gràcia començ carrer de Salmeron (1932)
- Cançó dels horitzons (1934)
- Passa el temps (1934)
- A un test de flors (1934)
- Abril (1934)
- Tríptic. El pi de les tres branques (1934)
- Al marge de la llei (1934)
- Adolescent (1934)
- La bandera del meu vaixell (1934)
- Els pollancs (1934)

### Teatre
- Ester, la professora de Geografia, Mataró, (1934)
- Els deixebles d'Emmaus, Mataró, (1952)
- Muntatges escènics I (Conté: El pessebre Vivent d'Engordany, el Retaule de Sant Ermengol, Pont de Bar, Arnaldeta de Caboet, Bandera de Catalunya, Pirene, El castell de la vall d'Aro, Camí de Ramats, Jaume I, els Fugitius, Clitemnestra), Andorra la Vella, (1997)
- Camí de ramats. Obra teatral en tres actes d'ambient muntanyenc, Dosrius, (1997)
- La fi del comtat d'Empúries: Bandera de Catalunya (espectacle de 1979; llibre sobre l'obra publicat el 1998)
- Muntatges escènics II (Conté: Del laberint a l'illa, Penèlope, Les Sirenes, Ciutat de Somnis, Un parell d'espardenyes, Dancing-plage, Karatchi - ruta de Hippies), Andorra la Vella, (1999)
- Arnau d'Amalric, Lleida, (1999)

### Assaig
- Els problemes de demà, Barcelona, (1965)
- Metamorfosis de la mujer, Barcelona, (1972)
- Catalunya avui, Andorra la Vella (1978)

- Procés i projecció de l'obra de Josep Sebastià Pons (Premi Vila de Perpinyà 1983)
- Argentona i els Argentonins: conceptes bàsics de l'escola del saber viure bé, Argentona, (1998)
- La Memòria de l'Esteve Albert, Argentona, (2013)

### Història
- La vella Andorra vista per mossèn Cinto, Barcelona, (1959)
- Sant Ot, bisbe d'Urgell, i la seva època, Barcelona, (1963)
- Les abadesses de Sant Joan, Barcelona, (1965)
- L'obra social i política de l'abat-bisbe Oliba, Barcelona, (1966)
- La Seu d'Urgell, portaveu, reducte i bressol d'una Gòtia frustrada, Barcelona, (1967)
- L'Empordà al temps visigòtic i l'Alta Edat Mitjana, Barcelona, (1970)
- El Maresme de Dosrius estant (1914-1921), Barcelona, (1972)
- Ramon Berenguer III, el Gran, Barcelona, (1972)
- D'Iluro a Mataró. El Maresme del segle V al segle xiii (Accèssit Premi Iluro 1970), Mataró, (1973)
- Homenatge al Rei Jaume I, Vila-seca - Salou (1976)
- Puigcerdà, una comunitat d'homes lliures al segle XII, Puigcerdà, (1977)
- Les fortaleses de la frontera natural de Catalunya i el Rei en Jaume, Sant Feliu de Guíxols (1977)
- Pals, castell de pubilles i de princeses, Andorra la Vella, (1978)
- El port reial de Palamós i la rodalia, Andorra la Vella (1979)
- Quatre boig de Mataró. (Combat per Catalunya 1930-1937) (Accèssit Premi Iluro 1977), Mataró, (1979)
- Arnau de Castellbò, Andorra la Vella, (1983)
- De Caboet a París passant per les Valls d'Andorra, Lleida, (1985)
- La fi de la revolució andorrana, Andorra la Vella (1985)
- Meritxell, màgia i paisatge, Andorra la Vella, (1986)
- Andorra màgica, Andorra la Vella (1987)
- Don Guillem (Vols. I i II), Andorra la Vella, (1988)
- Nadala 1988, Andorra la Vella, (1988)
- La Guerra Civil a Canyamars (1936-1950), Argentona, (1989)
- Nadala 1989. Els síndics Duran, Andorra la Vella, (1989)
- Nadala 1990. El calvari d'Andorra i el síndic Duran 1881-1884, Andorra la Vella, (1990)
- Isabel Güell i López de Sentmenat, Andorra la Vella, (1990)
- Nadala 1991. Andorra, la cultura pirinenca en la formació d'Europa, Andorra la Vella, (1991)
- Nadala 1992. Una pubilla andorrana (1932-1955), Andorra la Vella, (1992)
- Nadala 1993. Els quaranta anys del creixement d'Andorra (1930-1970), Andorra la Vella, (1993)
- Nadala 1994. Andorra. La manera de viure d'abans i d'ara, Andorra la Vella, (1994)
- Missió i destí de Catalunya i Occitània (Premi Rei en Pere 1979), Lleida, (1998)

## Llegat

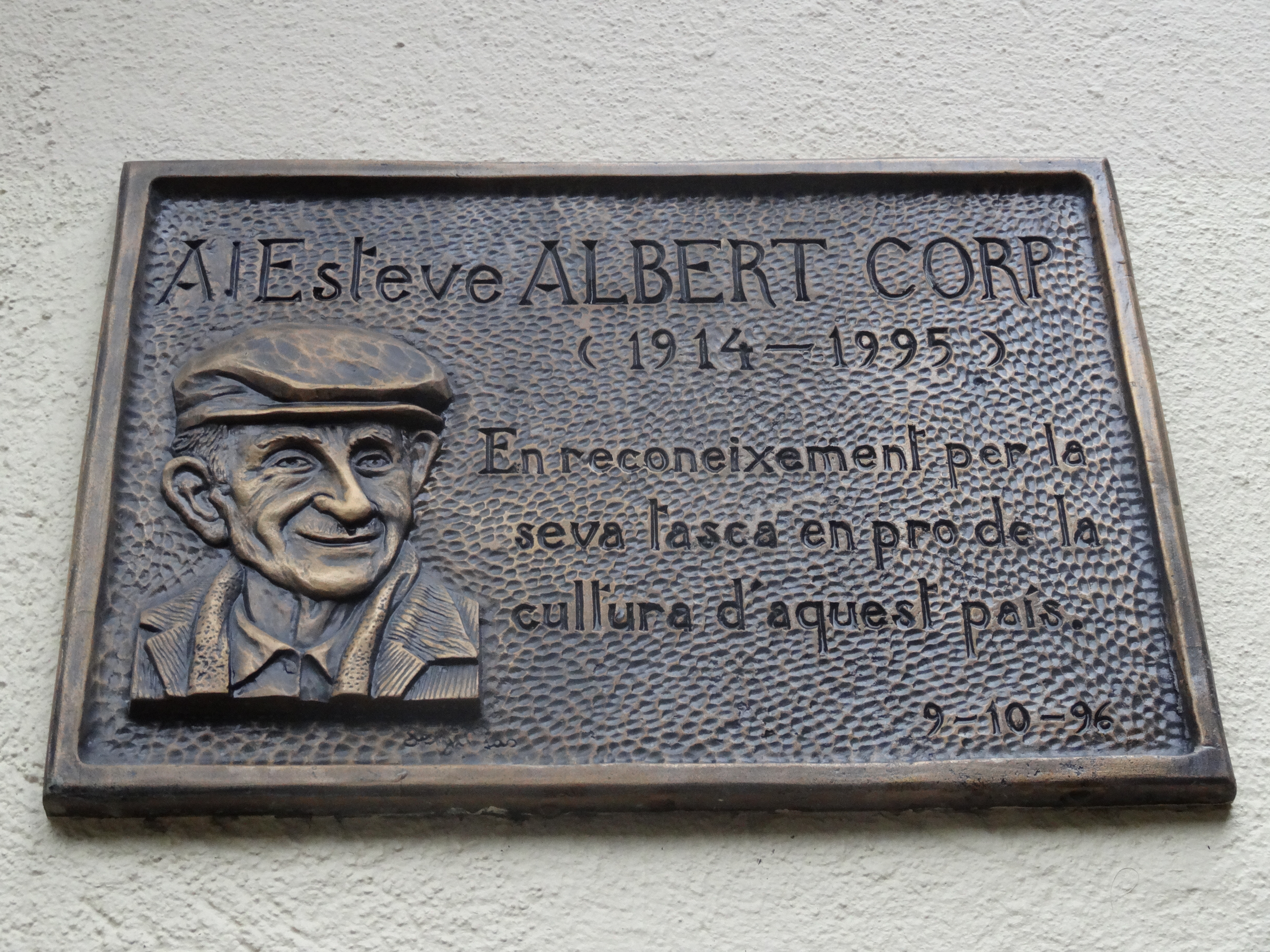
Placa a Esteve Albert i Corp, a la placeta de Sant Esteve d'Andorra la Vella

L'any 1996 el Govern d'Andorra col·locà una placa dedicada a la seva figura a la façana de la recent estrenada Biblioteca Nacional, situada a les noves dependències de la Casa Bauró. La placa és en bronze i està realitzada per l'autor andorrà Sergi Mas.
L'any 1997 s'estrenà a Sant Julià de Lòria l'obra lírica el "Despertar de les aigües", creada per la pianista Natàlia Solà i Salvà, basada en poemes d'Esteve Albert.
L'any 2005 la Biblioteca Nacional, Àgora Cultura i la llibreria La Puça varen celebrar un multitudinari homenatge, que va incloure xerrades, actuacions musicals, i la presentació del número 4 de la revista Àgora Cultural dedicada a la seva persona.
Durant l'any 2014, es varen celebrar dos centenaris paral·lels en homenatge a la figura d'Esteve Albert. A Catalunya, el centenari estava consagrat per la Conselleria de Cultura de la Generalitat de Catalunya, i comissariat per Jordi Pasques i Canut. L'acte inaugural va tenir lloc a Dosrius (Maresme) el dia 8 de febrer de 2015.
A Andorra es va crear la Comissió Any Esteve Albert formada pel Ministeri de Cultura del Govern d'Andorra, el Comú d'Escaldes-Engordany, el Comú d'Encamp, el Quart d'Ordino, el Cercle de les Arts i de les Lletres, la Societat Andorrana de Ciències, l'Associació de Fallaires d'Andorra la Vella, Andorra Televisió, l'Esbart Sant Romà d'Encamp, el Col·lectiu Portella, l'Esbart Dansaire d'Andorra la Vella, Àgora Cultural i el Centre de la Cultura Catalana a Andorra. L'acte inaugural a Andorra tingué lloc el mes de febrer i fou la presentació del logotip del centenari andorrà, creat per l'escultor Jordi Casamajor nascut a Andorra l'any 1971.
Un acte destacat fou la conferència de Jordi Pasques "Esteve Albert i Corp i la seva aportació universal", organitzada per la Societat Andorrana de Ciències que tingué lloc el 28 de març de 2014 al Centre Cultural La Llacuna d'Andorra la Vella.
L'Associació de Fallaires d'Andorra la Vella recuperà el Ball dels Fallaires, introduït originàriament l'any 1983, quan Esteve Albert va recollir la melodia de Dolors Masferrer. Va interpretar-lo durant la celebració de la cremada de falles de la nit de Sant Joan.
El 20 de setembre del 2014 va tenir lloc a l'Auditori Nacional d'Andorra l'acte central del centenari andorrà, on es projectà el documental "Pastor de somnis" i l'Esbart Sant Romà d'Encamp representà el Ball de l'Ossa, entre altres actes.
La celebració del centenari andorrà es va cloure oficialment el dia 30 de gener del 2015 amb la projecció del documental "Esteve Albert, el creador de somnis", realitzat per Rubén Carcellé, Xavi Fajardo i Ràdio i Televisió d'Andorra, en col·laboració amb el Ministeri de Cultura del Govern d'Andorra. El documental recull el testimoni de cinc persones properes a Esteve Albert, entre ells el seu fill.